# Randa Radwan
Randa Radwan (Riad, 15 de maio de 1993) é uma jogadora de vôlei de praia egípcia.

## Carreira
Em 2015 com Doaa Elghobashy conquistou o título da segunda fase do grupo C da Continental Cup CAVB e com Lamies Nossier contribuiu para qualificar o país aos Jogos Olímpicos de Verão de 2016.
Em 2019 com Doaa Elghobashy disputou seu primeiro Campeonato Mundial de Vôlei de Praia realizado em Hamburgo, e finalizaram na trigésima sétima posição.